# Манама Клаб
Манама Клаб (араб. المنامة) — бахрейнський спортивний клуб, заснований 1946 року.
Найсильнішою у клубу є баскетбольна секція, яка здобула понад 45 трофеїв, а також стала бронзовим призером Кубка чемпіонів Азії у 2000 році. Також клуб має футбольну секцію, яка свої перші трофеї здобула у 2017 році, вигравши Кубок короля та Суперкубок Бахрейну.
Також у клубі наявні і інші секції: гандбол, баскетбол, волейбол, водне поло, ракетбол, гімнастика, дзюдо, легка атлетика, плавання, бокс, важка атлетика і карате.

## Суперництво
Основним суперником клубу є «Аль-Аглі» (Манама), а саме суперництво найсильніше у футболі, де «Манама» значно поступається «Аль-Аглі» за трофеями..

## Досягнення

### Футбольний клуб
- Бахрейнський Кубок Короля: 1

Володар: 2017
- Суперкубок Бахрейну: 1

Володар: 2017

### Баскетбольний клуб
- Чемпіонат Бахрейну: 22

Чемпіон: 1976, 1990, 1991, 1992, 1993, 1995, 1997, 1998, 1999, 2000, 2001, 2002, 2003, 2004, 2005, 2006, 2013, 2014, 2015, 2016, 2017, 2018
- Кубок Халіфи бін Салмана: 1

Володар: 2018
- Кубок Президента: 17

Володар:1980, 1990, 1993, 1997, 1998, 1999, 2000, 2001, 2005, 2006, 2008, 2009, 2011, 2013, 2014, 2015
- Суперкубок Бахрейну: 6

Володар: 2011, 2014, 2015, 2016, 2017, 2018
- Чемпіонат Перської затоки: 2

Переможець: 1995, 2001